# 甲烷氧化菌素

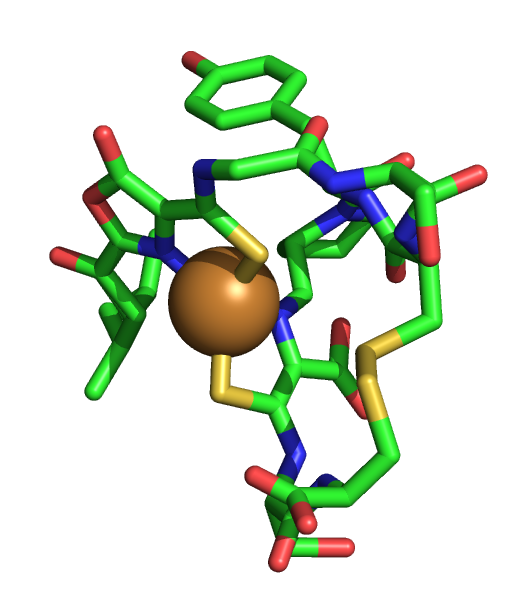
Mbn OB3b. PDB

甲烷氧化菌素（Methanobactin, 缩写为Mbn）是一类由核糖体合成的翻译后修饰肽，其特征是特定的半胱氨酸残基被修饰成恶唑酮-硫代酰胺基团。分子式为C45N12O14H62Cu，分子量为1216 Da。根据系统发育分析被分为五大类(groups Ⅰ–Ⅴ) 。Mbn对铜离子具有高度亲和性，在甲烷氧化菌的铜稳态生理调控中具有重要的作用。最早发现于甲烷氧化菌Methylosinus trichosporium OB3b中，也发现存在于多种非甲烷氧化细菌中。
甲烷氧化菌素具有铜螯合特性、氧化酶活性、解汞毒能力以及抑菌作用等。被认为在治疗铜代谢相关疾病、细菌感染性疾病等方面具有潜在开发价值。研究证实Mbn能够高效收集铜以支持甲烷氧化反应，并且直接调控甲烷氧化的铜开关。

## 生物合成机制
甲烷氧化菌素的生物合成机制尚未完全明确。Mbn的生物合成涉及多个基因和酶的参与，主要包括MbnA、MbnB、MbnC等基因和相应的酶。
Mbn的生物合成过程包括以下几个关键步骤：
1. MbnA基因编码的酶催化Mbn的前体肽的合成
2. MbnB基因编码的酶参与Mbn的后翻译修饰，包括恶唑酮-硫代酰胺基团的形成
3. MbnC基因编码的酶参与Mbn的后续修饰和成熟过程。

在这些生物合成步骤中，MbnAoxa和MbnBC的催化作用是形成具有生物活性的酶促产物的关键步骤。但是Mbn前体肽的切除机制以及不同菌株中Mbn生物合成的差异性等仍待了解。